# Tileman Dothias Wiarda

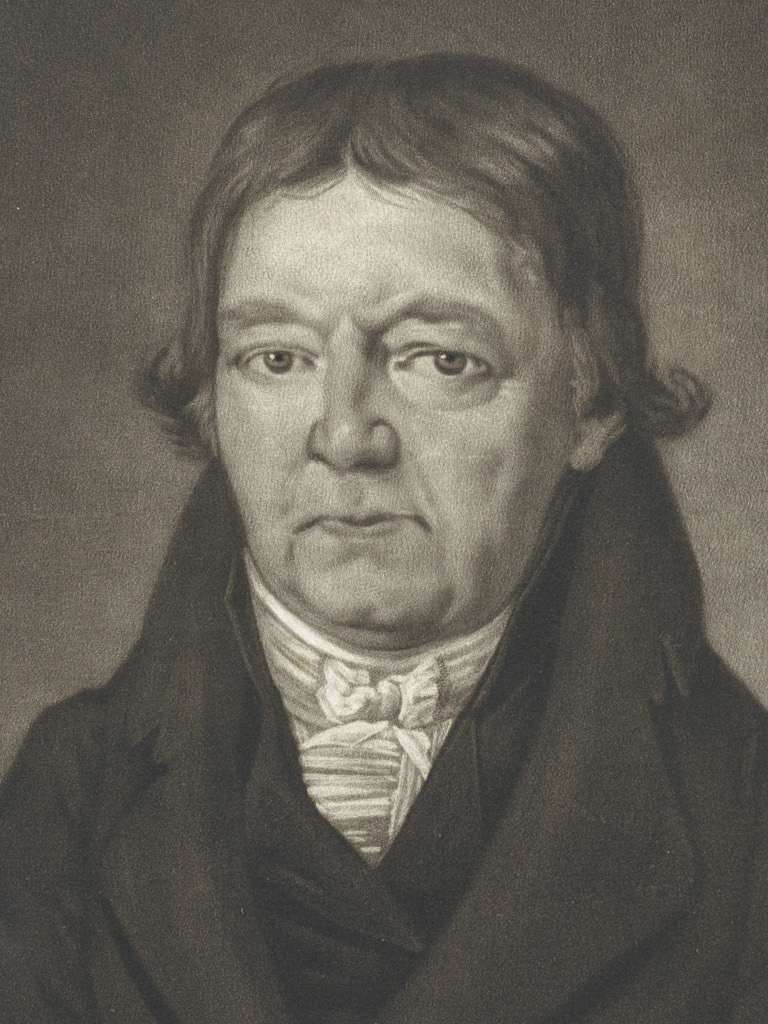
Tileman Dothias Wiarda (1746–1826)

Tileman oder Tilemann Dothias Wiarda (* 18. Oktober 1746 in Emden; † 7. März 1826 in Aurich) war ein  ostfriesischer Geschichtsschreiber und erster Sekretär der Ostfriesischen Landschaft.

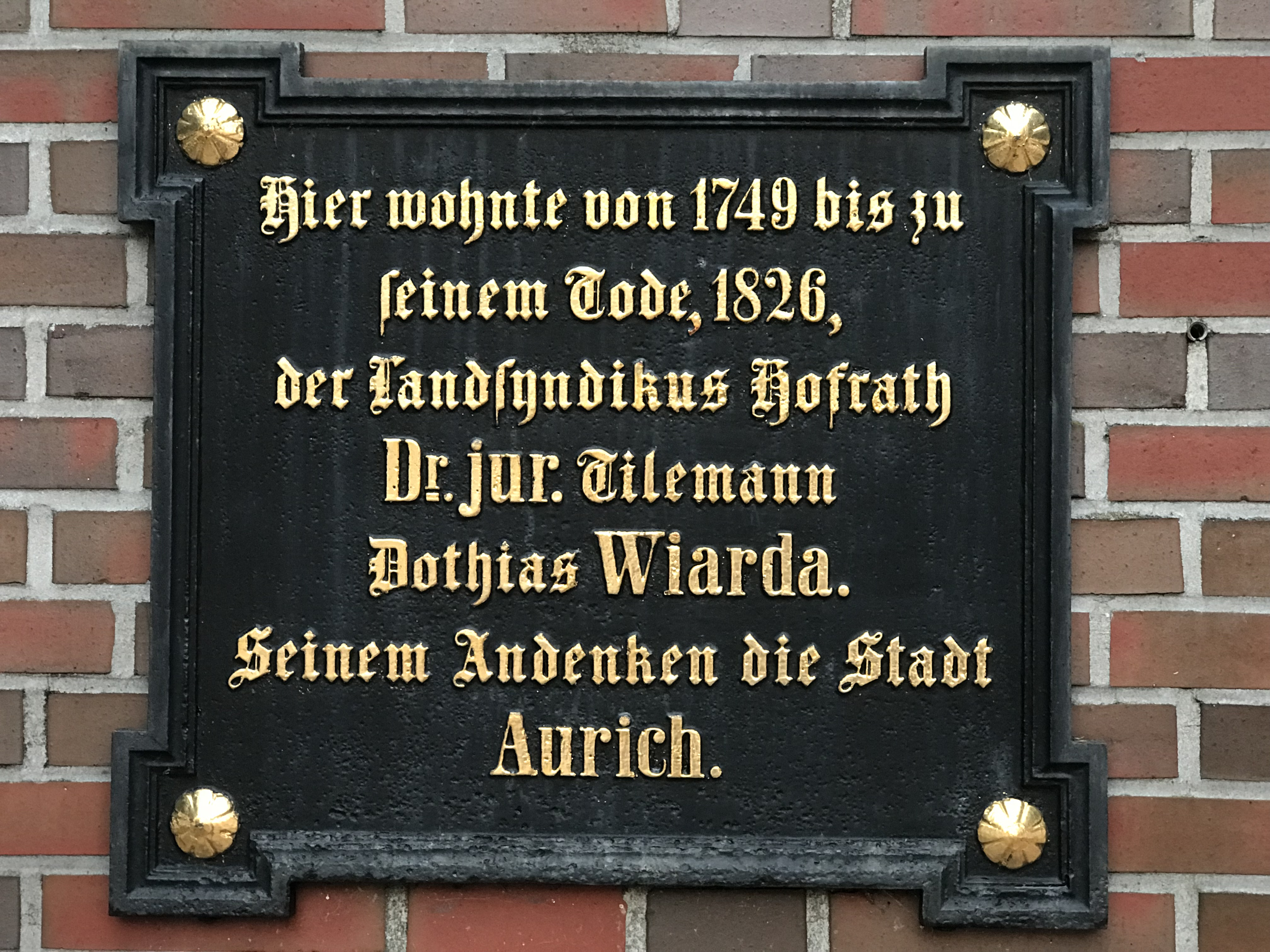
Gedenktafel der Stadt an seinem ehemaligen Wohnhaus in Aurich

Er entstammt einer alten westfriesischen Familie. Sein Vater war Georg Ludwig Wiarda (* 26. Januar 1711; † 3. Mai 1781), erster Sekretär der Landschaft. Seine Mutter war Anna Elisabeth Loesing (1716–1773). Die beiden waren seit 1745 verheiratet.

## Leben
Schon bald nach seiner Geburt zog Tileman Dothias Wiarda mit seinen Eltern 1749 nach Aurich um. Dort besuchte er das Gymnasium Ulricianum. Im April 1765 nahm er an der Universität Duisburg das Studium der Rechtswissenschaften auf. Im September 1766 wechselte er an die Universität Halle. 1768 kehrte er nach Aurich zurück und wurde Auscultator bei der ostfriesischen Regierung, im März 1770 Advokat beim Stadt- und Amtsgericht. Am 1. Januar 1781 wurde er zum Assistenzrat der Regierung ernannt, aber schon im Mai wechselte er zur Ostfriesischen Landschaft, um dort Nachfolger seines Vaters zu werden. Wiarda hatte sich zu dieser Zeit bereits einen guten Ruf erworben. Als 1789 eine Delegation nach Berlin geschickt wurde, um auf Beschwerden der preußischen Regierung zu reagieren, wurde auch Wiarda zu einem der Mitglieder bestimmt. Der Erfolg der Delegation wurde ihm zugeschrieben. 
In den folgenden Jahren war Wiarda schriftstellerisch sehr produktiv und arbeitete sich wohl durch zahllose ihm zur Verfügung stehende Akten. Seine Literatur gilt als wenig spannend, aber akribisch und trocken (ADB). Er war jedoch nicht der einzige Chronist, schon der Pfarrer Johann Dietrich Funk hatte kurz zuvor an einer mehrbändigen Ostfriesischen Chronik gearbeitet.
Mit der Niederlage von Preußen in der Schlacht bei Jena und Auerstedt endete die preußische Zeit im Jahre 1806. Ostfriesland wurde zunächst Holland zugeschlagen und dann dem Département Ems-Oriental des Ersten französischen Kaiserreichs. Mit Napoleon hielten neue Gesetze Einzug und die alten Strukturen wurden aufgelöst. Wiarda war noch 1808 zum Landsyndikus gewählt worden. Als nun Personal für die neuen Strukturen benötigt wurde, beschloss er sich zu melden und so wurde er französischer Präfekturrat. 1813 fiel Napoleon und mit ihm seine Ordnung. Ostfriesland ging 1815 an Hannover. Damit wurde auch die landschaftliche Verfassung wieder gültig und Wiarda wieder als Landsyndikus eingesetzt, was er bis zu seinem Tode blieb. Er wollte seine Erfahrungen noch in weiteren Büchern zur ostfriesischen Geschichte niederschreiben und möglichst viel veröffentlichen. Er schrieb bis ins hohe Alter und starb am 7. März 1826.
Die umfangreiche Bibliothek Wiardas zum Theme Ostfriesland wurde 1827 versteigert.

### Der Schriftsteller
Warum Wiarda damit begann, sich mit der Geschichte zu befassen, ist nicht bekannt. Aber als Sekretär einer so alten Institution wie der Ostfriesischen Landschaft und als Jurist in einem Land mit einer alten, aber von den preußischen Gesetzen so unterschiedlichen Rechtsprechung, zudem verfasst in Altfriesisch, einer Sprache, die auch zu seiner Zeit nicht mehr gesprochen wurde, war es wohl die Umgebung, die den Anstoß gab.
Sein erstes Buch war Von den Landtagen der Friesen in den mittlern Zeiten bey Upstalsboom, das 1777 erschien. Dass er noch ein Buch über die altfriesische Sprache schrieb, ist bei seinem Kontext gut zu verstehen. Sein Hauptwerk ist ohne Frage Die Ostfriesische Geschichte in neun Bänden (später noch erweitert). In der Bedeutung ist es nur mit dem Werk von Ubbo Emmius (1547–1625) vergleichbar. Seine Arbeit wurde mit so viel Beifall aufgenommen, dass sich die Landstände genötigt sahen Wiarda ein Geldgeschenk anzubieten, was dieser aber ablehnte (wohl auch um seine Unabhängigkeit zu bewahren).
Er war Mitglied in zahlreichen wissenschaftlichen Vereinigungen seiner Zeit:
- 1778 Pro excolendo iure patrio (Groningen)
- 1808 Königlich-Niederländische Akademie der Wissenschaften (Amsterdam)
- 1817 Akademie der Wissenschaften zu Göttingen[4]

1817 promovierte ihn die juristische Fakultät der Universität Kiel zum Ehrendoktor beider Rechte. 

#### Werke
- 1777, Von den Landtagen der Friesen in den mittlern Zeiten bey Upstalsboom, Digitalisat
- 1784, Geschichte der ausgestorbenen alten friesischen oder sächsischen Sprache, Digitalisat
- 1786, Alt friesisches Wörterbuch, Digitalisat
- 1800, Ueber deutsche Vornamen und Geschlechtsnamen, Digitalisat
- 1800, Stammtafeln einiger ostfriesischen Hauptlinge, zur Erläuterung der Geschichte
- 1805, Asega-Buch: ein alt-friesisches Gesetzbuch der Rüstringer, Digitalisat
- 1808, Geschichte und Auslegung des Salischen Gesetzes und der Malbergischen Glossen, Digitalisat
- 1834, Bruchstücke zur Geschichte und Topographie der Stadt Aurich bis zum Jahre 1813
- 1820, Willküren der Brockmänner, eines freyen friesischen Volkes, Digitalisat

- Bruchstücke zur Geschichte und Topographie der Stadt Aurich bis zum Jahre 1813, aus seinem Nachlass zusammengestellt und veröffentlicht

- Ostfriesische Geschichte:
  - Bis 1441, Band 1, (1791), Digitalisat
  - 1441 – 1540, Band 2, (1792), Digitalisat
  - 1540 – 1611, Band 3, (1793), Digitalisat
  - 1611 – 1648, Band 4, (1794), Digitalisat
  - 1648 – 1668, Band 5, (1795), Digitalisat
  - 1668 – 1714, Band 6, (1796), Digitalisat
  - 1714 – 1734, Band 7, (1797), Digitalisat
  - 1734 – 1758, Band 8, (1798), Digitalisat
  - 1758 – 1786, Band 9, (1798), Digitalisat
  - Anhang  (1818), Digitalisat

Zum Teil auch mit Band 10, Band 11, Band 12 beschrieben:
- 1817, Neueste Ostfriesische Geschichte 1786–1806, Digitalisat
- 1817, Neueste Ostfriesische Geschichte 1806–1813, Digitalisat

## Familie
Er hat am 11. September 1782 Teelke Susanna de Pottere (* 7. Dezember 1752; † 27. Februar 1800) geheiratet. Ihre Tochter Helena Maria (* 12. Juni 1783; † 7. September 1865) war mit dem Regierungsrat Anton Ulrich Detmers (* 31. März 1777; † 5. April 1817) verheiratet.